# Совет департамента Сомма
Совет департамента Сомма (до марта 2015 года — Генеральный совет департамента Сомма) — верховный орган управления департамента Сомма. После реформы 2015 года избирается на 6 лет и состоит из 46 советников, избираемых по мажоритарной системе в 23 кантонах (от каждого кантона по два советника, обязательно один мужчина и одна женщина).

## Состав Совета департамента (2021—2028)

Результаты выборов 2021 года по кантонам

|                        | Партия                        | Кол-во мест            | +/- (к 2011 г.)        |
| Большинство (28 мест): | Большинство (28 мест):        | Большинство (28 мест): | Большинство (28 мест): |
| ---------------------- | ----------------------------- | ---------------------- | ---------------------- |
|                        | Союз демократов и независимых | 13                     | +3                     |
|                        | Разные правые                 | 10                     | +2                     |
|                        | Республиканцы                 | 4                      | -2                     |
|                        | Вперёд, Республика!           | 1                      | 0                      |
| Оппозиция: (18 мест)   |                               |                        |                        |
|                        | Социалистическая партия       | 7                      | 0                      |
|                        | Коммунистическая партия       | 5                      | 0                      |
|                        | Разные левые                  | 4                      | -1                     |
|                        | Радикальная левая партия      | 1                      | 0                      |
|                        | Европа Экология Зелёные       | 1                      | +1                     |

## Исполнительный комитет Совета департамента
- Президент — Стефан Осcулье (Разные правые, кантон Абвиль-2)
- 1-й вице-президент (общее управление и человеческие ресурсы) — Кристель Ивер (Разные правые, кантон Дуллан)
- 2-й вице-президент (территориальное планирование и развитие) — Паскаль Боен (Разные правые, кантон Айи-сюр-Нуа)
- 3-й вице-президент (финансы и европейские отношения) — Изабель де Вазьер (Республиканцы, кантон Пуа-де-Пикарди)
- 4-й вице-президент (экология и окружающая среда) — Франк Боварле (Союз демократов и независимых, кантон Альбер)
- 5-й вице-президент (структурные проекты) — Брижитт Ломм (Разные правые, кантон Айи-сюр-Нуа)
- 6-й вице-президент (инфраструктура и строительство) — Юбер де Жанлис (Вперёд, Республика!, кантон Амьен-6)
- 7-й вице-президент (молодежь, колледжи, образование) —  Виржини Карон-Декруа (Союз демократов и независимых, кантон Альбер)
- 8-й вице-президент (дети, семья, здравоохранение) — Оливье Жарде (Союз демократов и независимых, кантон Амьен-7)
- 9-й вице-президент (проблемы инвалидов) — Франсуаза Рагно (Союз демократов и независимых, кантон Ам)
- 10-й вице-президент (содействие занятости, интеграция) — Жан-Мишель Буши (Союз демократов и независимых, кантон Корби)
- 11-й вице-президент (туризм) — Сабрина Олевиль-Мила (Разные правые, кантон Абвиль-2)
- 12-й вице-президент (развитие сельских территорий и сельское хозяйство) — Эмманюэль Нуаре (Разные правые, кантон Фривиль-Эскарботен)
- 13-й вице-президент (культура и спорт) — Марго Делетре (Республиканцы, кантон Амьен-7)

## Члены Совета департамента Сомма (2015—2021)
| Кантон             |  | Советник             | Партия                        |
| ------------------ |  | -------------------- | ----------------------------- |
| Абвиль-1           |  | Жюли Вас             | Разные левые                  |
| Абвиль-1           |  | Анжело Тонолли       | Разные левые                  |
| Абвиль-2           |  | Сабрина Олевиль-Мила | Разные правые                 |
| Абвиль-2           |  | Стефан Осcулье       | Разные правые                 |
| Айи-сюр-Нуа        |  | Паскаль Боен         | Разные правые                 |
| Айи-сюр-Нуа        |  | Брижитт Ломм         | Разные правые                 |
| Айи-сюр-Сомм       |  | Катрин Бенедини      | Социалистическая партия       |
| Айи-сюр-Сомм       |  | Жан-Жак Стотер       | Радикальная левая партия      |
| Альбер             |  | Франк Боварле        | Союз демократов и независимых |
| Альбер             |  | Виржини Карон-Декруа | Союз демократов и независимых |
| Ам                 |  | Фредерик Демюль      | Союз демократов и независимых |
| Ам                 |  | Франсуаза Рагно      | Союз демократов и независимых |
| Амьен-1            |  | Лоран Бёвен          | Коммунистическая партия       |
| Амьен-1            |  | Долорес Эстебан      | Коммунистическая партия       |
| Амьен-2            |  | Зора Даррас          | Социалистическая партия       |
| Амьен-2            |  | Фредерик Фове        | Социалистическая партия       |
| Амьен-3            |  | Эсра Эркан           | Зеленые                       |
| Амьен-3            |  | Жан-Клод Рено        | Коммунистическая партия       |
| Амьен-4            |  | Гиймет Кикампуа      | Коммунистическая партия       |
| Амьен-4            |  | Жан-Луи Пьо          | Социалистическая партия       |
| Амьен-5            |  | Гийом Дюфло          | Республиканцы                 |
| Амьен-5            |  | Франс Фонгёз         | Союз демократов и независимых |
| Амьен-6            |  | Валери Дево          | Союз демократов и независимых |
| Амьен-6            |  | Юбер де Жанлис       | Вперёд, Республика!           |
| Амьен-7            |  | Марго Делетре        | Республиканцы                 |
| Амьен-7            |  | Оливье Жарде         | Союз демократов и независимых |
| Гамаш              |  | Арно Биэ             | Союз демократов и независимых |
| Гамаш              |  | Гислен Сир           | Разные правые                 |
| Дуллан             |  | Кристель Ивер        | Разные правые                 |
| Дуллан             |  | Лоран Сомон          | Республиканцы                 |
| Корби              |  | Жан-Мишель Буши      | Союз демократов и независимых |
| Корби              |  | Сабина Картон        | Разные правые                 |
| Морёй              |  | Бертран Демуи        | Союз демократов и независимых |
| Морёй              |  | Франсуаза Май-Барбар | Разные правые                 |
| Перон              |  | Кристоф Булонь       | Разные левые                  |
| Перон              |  | Валери Кюм           | Социалистическая партия       |
| Пуа-де-Пикарди     |  | Изабель де Вазьер    | Республиканцы                 |
| Пуа-де-Пикарди     |  | Янник Лефёвр         | Союз демократов и независимых |
| Руа                |  | Вильфрид Ларшер      | Разные левые                  |
| Руа                |  | Жозьян Эруар         | Социалистическая партия       |
| Рю                 |  | Жослин Мартен        | Союз демократов и независимых |
| Рю                 |  | Клод Эрто            | Союз демократов и независимых |
| Фликскур           |  | Рене Лоньон          | Коммунистическая партия       |
| Фликскур           |  | Натали Таммерман     | Социалистическая партия       |
| Фривиль-Эскарботен |  | Эмманюэль Нуаре      | Разные правые                 |
| Фривиль-Эскарботен |  | Моника Эврар         | Разные правые                 |

## Состав Совета департамента (2015—2021) (по состоянию на 11.2020)
|                        | Партия                        | Кол-во мест            | +/- (к 2011 г.)        |
| Большинство (25 мест): | Большинство (25 мест):        | Большинство (25 мест): | Большинство (25 мест): |
| ---------------------- | ----------------------------- | ---------------------- | ---------------------- |
|                        | Союз демократов и независимых | 10                     |                        |
|                        | Разные правые                 | 8                      | +2                     |
|                        | Республиканцы                 | 6                      | +2                     |
|                        | Вперёд, Республика!           | 1                      | 1                      |
| Оппозиция: (18 мест)   |                               |                        |                        |
|                        | Социалистическая партия       | 7                      | −8                     |
|                        | Коммунистическая партия       | 5                      |                        |
|                        | Разные левые                  | 5                      | +2                     |
|                        | Радикальная партия левых      | 1                      |                        |
| Оппозиция (3 места):   |                               |                        |                        |
|                        | Разные правые                 | 3                      | +1                     |

Результаты выборов 2015 года по кантонам

Исполнительный комитет Совета департамента (2017-2021)
- Президент — Стефан Оссулье (Разные правые, кантон Абвиль-2)
- 1-й вице-президент (финансы и человеческие ресурсы) — Кристель Ивер (Разные правые, кантон Дуллан)
- 2-й вице-президент (проблемы пожилых людей и инвалидов) — Марк Деваэль (Союз демократов и независимых, кантон Пуа-де-Пикарди)
- 3-й вице-президент (инфраструктура) — Брижитт Ломм (Разные правые, кантон Айи-сюр-Нуа)
- 4-й вице-президент (инновации) — Стефан Декайё (Республиканцы, кантон Абвиль-1)
- 5-й вице-президент (колледжи) — Франсуаза Май-Барбар (Разные правые, кантон Морёй)
- 6-й вице-президент (экономическая привлекательность, развитие сельского сельского) — Юбер де Жанлис (Вперёд, Республика!, кантон Амьен-6)
- 7-й вице-президент (содействие занятости) — Изабель де Вазьер (Республиканцы, кантон Пуа-де-Пикарди)
- 8-й вице-президент (проблемы территорий, затронутых строительством канала Сена-Северная Европа, и новые технологии) — Филипп Варле (Республиканцы, кантон Перон)
- 9-й вице-президент (защита детей) —  Виржини Карон-Декруа (Союз демократов и независимых, кантон Альбер)
- 10-й вице-президент (туризм) — Франк Боварле (Союз демократов и независимых, кантон Альбер)
- 11-й вице-президент (спорт и культура) — Сабрина Олевиль-Мила (Разные правые, кантон Абвиль-2)
- 12-й вице-президент (территориальное развитие и охрана окружающей среды) — Паскаль Боен (Разные правые, кантон Айи-сюр-Нуа)

Исполнительный комитет Совета департамента (2015-2020)
- Президент — Лоран Сомон (Республиканцы, кантон Дуллан)
- 1-й вице-президент (финансы) — Юбер де Жанлис (Союз демократов и независимых, кантон Амьен-6)
- 2-й вице-президент (инфраструктура) — Брижитт Ломм (Разные правые, кантон Айи-сюр-Нуа)
- 3-й вице-президент (экономическое развитие) — Эммануэль Маке (Республиканцы, кантон Фривиль-Эскарботен)
- 4-й вице-президент (колледжи) — Франсуаза Май-Барбар (Разные правые, кантон Морёй)
- 5-й вице-президент (территориальное развитие и охрана окружающей среды) — Стефан Оссулье (Республиканцы, кантон Абвиль-2)
- 6-й вице-президент (содействие занятости) — Изабель де Вазьер (Республиканцы, кантон Пуа-де-Пикарди)
- 7-й вице-президент (международное сотрудничество) — Стефан Декайё (Республиканцы, кантон Абвиль-1)
- 8-й вице-президент (человеческие ресурсы) — Кристель Ивер (Республиканцы, кантон Дуллан)
- 9-й вице-президент (проблемы пожилых людей и инвалидов) — Марк Деваэль (Союз демократов и независимых, кантон Пуа-де-Пикарди)
- 10-й вице-президент (защита детей) —  Виржини Карон-Декруа (Союз демократов и независимых, кантон Альбер)
- 11-й вице-президент (проблемы территорий, затронутых строительством канала Сена-Северная Европа, и новые техонологии) — Филипп Варле (Республиканцы, кантон Перон)
- 12-й вице-президент (спорт и культура) — Сабрина Олевиль-Мила (Республиканцы, кантон Абвиль-2)
- 13-й вице-президент (туризм) — Франк Боварле (Союз демократов и независимых, кантон Альбер)

| Кантон             |  | Советник             | Партия                                             |
| ------------------ |  | -------------------- | -------------------------------------------------- |
| Абвиль-1           |  | Кароль Бизе          | Республиканцы                                      |
| Абвиль-1           |  | Стефан Декайё        | Республиканцы                                      |
| Абвиль-2           |  | Сабрина Олевиль-Мила | Республиканцы/ Разные правые                       |
| Абвиль-2           |  | Стефан Оссулье       | Республиканцы/ Разные правые                       |
| Айи-сюр-Нуа        |  | Паскаль Боен         | Разные правые                                      |
| Айи-сюр-Нуа        |  | Брижитт Ломм         | Разные правые                                      |
| Айи-сюр-Сомм       |  | Катрин Бенедини      | Социалистическая партия                            |
| Айи-сюр-Сомм       |  | Жан-Жак Стотер       | Радикальная левая партия                           |
| Альбер             |  | Франк Боварле        | Союз демократов и независимых                      |
| Альбер             |  | Виржини Карон-Декруа | Союз демократов и независимых                      |
| Ам                 |  | Дидье Потель         | Разные правые                                      |
| Ам                 |  | Франсуаза Рагно      | Союз демократов и независимых                      |
| Амьен-1            |  | Клод Шедрон          | Коммунистическая партия                            |
| Амьен-1            |  | Долорес Эстебан      | Коммунистическая партия                            |
| Амьен-2            |  | Зора Даррас          | Социалистическая партия                            |
| Амьен-2            |  | Франсис Лек          | Разные левые                                       |
| Амьен-3            |  | Марион Лепрель       | Зеленые/ Разные левые                              |
| Амьен-3            |  | Жан-Клод Рено        | Коммунистическая партия                            |
| Амьен-4            |  | Натали Маршан        | Коммунистическая партия                            |
| Амьен-4            |  | Жан-Луи Пьо          | Социалистическая партия                            |
| Амьен-5            |  | Бланден Дени         | Зеленые/ Разные левые                              |
| Амьен-5            |  | Филипп Казье         | Социалистическая партия/ Разные левые              |
| Амьен-6            |  | Юбер де Жанлис       | Союз демократов и независимых/ Вперёд, Республика! |
| Амьен-6            |  | Франс Фонгёз         | Союз демократов и независимых                      |
| Амьен-7            |  | Марго Делетре        | Республиканцы                                      |
| Амьен-7            |  | Оливье Жарде         | Союз демократов и независимых                      |
| Гамаш              |  | Бернар Давернь       | Социалистическая партия                            |
| Гамаш              |  | Дельфин Дами-Фрикур  | Социалистическая партия/ Разные левые              |
| Дуллан             |  | Кристель Ивер        | Республиканцы/ Разные правые                       |
| Дуллан             |  | Лоран Сомон          | Республиканцы                                      |
| Корби              |  | Патрисия Вибо        | Национальный фронт/ Разные правые                  |
| Корби              |  | Алекс Гаффес         | Национальный фронт/ Разные правые                  |
| Морёй              |  | Франсуаза Май-Барбар | Разные правые                                      |
| Морёй              |  | Жозе Сюэр            | Союз демократов и независимых                      |
| Перон              |  | Филипп Варле         | Республиканцые                                     |
| Перон              |  | Северин Мордак       | Союз демократов и независимых                      |
| Пуа-де-Пикарди     |  | Изабель де Вазьер    | Республиканцы                                      |
| Пуа-де-Пикарди     |  | Марк Деваэль         | Союз демократов и независимых                      |
| Руа                |  | Паскаль Дельнеф      | Социалистическая партия                            |
| Руа                |  | Катрин Киньон        | Социалистическая партия                            |
| Рю                 |  | Жослин Мартен        | Союз демократов и независимых                      |
| Рю                 |  | Клод Эрто            | Союз демократов и независимых                      |
| Фликскур           |  | Рене Лоньон          | Коммунистическая партия                            |
| Фликскур           |  | Натали Теммерман     | Социалистическая партия                            |
| Фривиль-Эскарботен |  | Марилин Дюкрок       | Союз демократов и независимых/ Разные правые       |
| Фривиль-Эскарботен |  | Эмманюэль Нуаре      | Разные правые                                      |

## Состав Генерального совета (2011—2015)

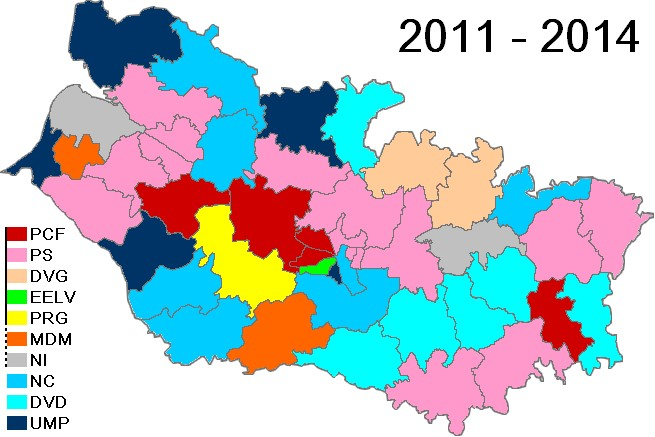
Состав Генерального совета департамента Сомма на 2011—2014 гг.

|                    | Партия                             | Кол-во мест        | +/- (к 2004 г.)    |
| Правящая коалиция: | Правящая коалиция:                 | Правящая коалиция: | Правящая коалиция: |
| ------------------ | ---------------------------------- | ------------------ | ------------------ |
|                    | Социалистическая партия            | 15                 | +1                 |
|                    | Коммунистическая партия            | 5                  | -1                 |
|                    | Разные левые                       | 2                  |                    |
|                    | Радикальная партия левых           | 1                  |                    |
|                    | Европа Экология Зелёные            | 1                  |                    |
| Оппозиция:         |                                    |                    |                    |
|                    | Новый центр                        | 8                  | -1                 |
|                    | Разные правые                      | 6                  | -4                 |
|                    | Союз за народное движение          | 4                  | +1                 |
| Прочие:            |                                    |                    |                    |
|                    | Демократическое движение           | 2                  | +2                 |
|                    | Независимые (бывшие разные правые) | 2                  | +2                 |

|                | Кантон              | Член Совета       | Партия                             | Год избрания |
| Округ Абвиль   | Округ Абвиль        | Округ Абвиль      | Округ Абвиль                       | Округ Абвиль |
| -------------- | ------------------- | ----------------- | ---------------------------------- | ------------ |
|                | Абвиль-Нор          | Жильбер Матон     | Социалистическая партия            | 2011         |
|                | Абвиль-Сюд          | Паскаль Демарт    | Социалистическая партия            | 2008         |
|                | Аи-ле-О-Клоше       | Даниель Дюбуа     | Новый центр                        | 2011         |
|                | Алланкур            | Клод Жакоб        | Коммунистическая партия            | 2008         |
|                | Гамаш               | Даниель Дестрюель | Социалистическая партия            | 2011         |
|                | Креси-Ан-Понтьё     | Режи Лекюйе       | Новый центр                        | 2008         |
|                | Муаэнвиль           | Бернар Давернь    | Социалистическая партия            | 2011         |
|                | Нувьон              | Жан-Клод Бюизин   | Социалистическая партия            | 2008         |
|                | Ольт                | Эммануэль Маке    | Союз за народное движение          | 2011         |
|                | Рю                  | Жан-Луи Ваду      | Союз за народное движение          | 2011         |
|                | Сен-Валери-сюр-Сомм | Николя Лоттен     | Независимый (бывший прочие правые) | 2008         |
|                | Уазмон              | Жером Биньон      | Союз за народное движение          | 2008         |
|                | Фривиль-Эскарботен  | Давид Лефевр      | Демократическое движение           | 2011         |
| Округ Амьен    |                     |                   |                                    |              |
|                | Амьен-1 (Уэст)      | Клод Шедрон       | Коммунистическая партия            | 2008         |
|                | Амьен-2 (Нор-Уэст)  | Жеральд Месс      | Коммунистическая партия            | 2008         |
|                | Амьен-3 (Нор-Эст)   | Сара Тюйе         | Социалистическая партия            | 2008         |
|                | Амьен-4 (Эст)       | Жан-Луи Пьо       | Социалистическая партия            | 2011         |
|                | Амьен-5 (Сюд-Эст)   | Брижитт Фуре      | Новый центр                        | 2011         |
|                | Амьен-6 (Сюд)       | Юбер де Жанлис    | Союз за народное движение          | 2011         |
|                | Амьен-7 (Сюд-Уэст)  | Жан-Пьер Тетю     | Партия зеленых                     | 2011         |
|                | Амьен-8 (Нор)       | Франсис Лек       | Социалистическая партия            | 2008         |
|                | Ашё-ан-Амьенуа      | Жан-Поль Ниго     | Левые партии                       | 2011         |
|                | Бернавиль           | Лоран Сомон       | Правые партии                      | 2008         |
|                | Бов                 | Оливье Жарде      | Новый центр                        | 2008         |
|                | Виллер-Бокаж        | Кристиан Манабль  | Социалистическая партия            | 2011         |
|                | Домар-ан-Понтьё     | Доминик Пруар     | Социалистическая партия            | 2008         |
|                | Дуллан              | Кристиан Влеминк  | Правые партии                      | 2011         |
|                | Конти               | Жан-Кристоф Лорик | Демократическое движение           | 2011         |
|                | Корби               | Изабель Демесон   | Социалистическая партия            | 2011         |
|                | Мольян-Дрёй         | Жан-Жак Стотер    | Радикальная партия левых           | 2011         |
|                | Орнуа-ле-Бур        | Янник Лефёвр      | Новый центр                        | 2008         |
|                | Пикиньи             | Рене Лоньон       | Коммунистическая партия            | 2008         |
|                | Пуа-де-Пикарди      | Марк Девель       | Новый центр                        | 2008         |
| Округ Мондидье |                     |                   |                                    |              |
|                | Аи-сюр-Нуа          | Брижитт Ломм      | Правые партии                      | 2008         |
|                | Мондидье            | Катрин Киньон     | Социалистическая партия            | 2011         |
|                | Морёй               | Пьер Буланже      | Правые партии                      | 2008         |
|                | Розьер-ан-Сантерр   | Жозе Сюэ          | Новый центр                        | 2008         |
|                | Руа                 | Кристин Лефевр    | Социалистическая партия            | 2011         |
| Округ Перонн   |                     |                   |                                    |              |
|                | Альбер              | Стефан Брюнель    | Левые партии                       | 2011         |
|                | Ам                  | Грегори Лабий     | Правые партии                      | 2008         |
|                | Бре-сюр-Сомм        | Марсель Гио       | Независимый (бывший прочие правые) | 2008         |
|                | Комбль              | Доминик Камю      | Новый центр                        | 2011         |
|                | Нель                | Поль Пило         | Коммунистическая партия            | 2011         |
|                | Перонн              | Поль Линеатт      | Социалистическая партия            | 2008         |
|                | Руазель             | Мишель Булонь     | Социалистическая партия            | 2011         |
|                | Шольн               | Филипп Шеваль     | Правые партии                      | 2008         |